# Lycaena phiala
Lycaena phiala är en fjärilsart som beskrevs av Grum-grshimailo 1890. Lycaena phiala ingår i släktet Lycaena och familjen juvelvingar. Inga underarter finns listade i Catalogue of Life.